# Omît, Zaricine
Omît (în ucraineană Омит) este localitatea de reședință a comunei Omît din raionul Zaricine, regiunea Rivne, Ucraina.

## Demografie
Componența lingvistică a localității Omît
     Ucraineană (99,19%)
     Alte limbi (0,81%)
Conform recensământului din 2001, majoritatea populației localității Omît era vorbitoare de ucraineană (99,19%), existând în minoritate și vorbitori de alte limbi.